# Olivier Carbonneau
Pour les articles homonymes, voir Carbonneau.
Olivier Carbonneau, né le 12 décembre 1967 à Toulouse, est un ancien joueur de rugby à XV, de 1,70 m pour 81 kg. Il a évolué au poste de trois-quarts centre.

## Biographie
Après quatre titres de champion de France, un titre de Champion d’Europe et deux victoires en Challenge Yves du Manoir avec le Stade toulousain, il quitte le club de Toulouse en 1997.
Son frère Philippe Carbonneau (trois-quarts centre, ouvreur ou demi de mêlée) a été également un excellent joueur de l'équipe première toulousaine avant de poursuivre sa carrière à Brive et Pau.
Ils ont tous les deux créé une marque de vêtements : Oliphil, commercialisée par le Groupe Formen ainsi que la marque CarboUnderwear commercialisée par le groupe ARBO.
Il est entraîneur en 2008-2009 de l'équipe de Blagnac SCR reléguée en Fédérale 2.

## Carrière de joueur

### En club
- Toulouse université club
- Club athlétique villeneuvois : 1988-1989
- Football club villefranchois : 1989-1992
- Stade toulousain : 1992-1997
- Balma olympique : 1997-2000
- Blagnac SCR : 2000-2004
- Stade Lavelanétien
- Union sportive Chalabre Kercorb XV : 2006-2012

## Palmarès

### En club
- 1993 : Vainqueur du Challenge Yves du Manoir avec Stade toulousain (trois-quarts centre).
- 1994 : Champion de France avec Stade toulousain (trois-quarts centre).
- 1995: Champion de France avec Stade toulousain (trois-quarts centre).
- 1995 : Vainqueur du Challenge Yves du Manoir avec Stade toulousain (trois-quarts centre).
- 1996 : Champion de France avec Stade toulousain (trois-quarts centre).
- 1996 : Champion d'Europe avec Stade toulousain (trois-quarts centre).
- 1997 : Champion de France avec Stade toulousain (trois-quarts centre).

## Carrière d'entraîneur
- Blagnac SCR : 2006-2008 (espoirs)
- Blagnac SCR : 2008-2009
- Blagnac SCR : 2011-2012
- Stade Lavelanetien : 2012-2016
- SC Rieumes : 2021-